# Andrzej Malinowski (ekonomista)
Andrzej Malinowski (ur. 29 sierpnia 1947 w Bydgoszczy) – polski polityk i działacz gospodarczy, poseł na Sejm II kadencji, w latach 2001–2022 prezydent organizacji Pracodawcy Rzeczypospolitej Polskiej.

## Życiorys
Ukończył w 1969 studia na Wydziale Handlowo-Towaroznawczym Akademii Ekonomicznej w Poznaniu, w 1975 uzyskał stopień doktora nauk ekonomicznych. Od 1966 działał w Zjednoczonym Stronnictwie Ludowym, w latach 1990–2001 należał do Polskiego Stronnictwa Ludowego. W latach 80. pełnił funkcje podsekretarza stanu w Ministerstwie Handlu Wewnętrznego i Usług oraz w Ministerstwie Rolnictwa i Gospodarki Żywnościowej. Od 1990 do 1996 pracował na kierowniczych stanowiskach w spółkach prawa handlowego. Z ramienia PSL w latach 1993–1997 sprawował mandat posła na Sejm II kadencji. W 1997 bez powodzenia ubiegał się o reelekcję. W latach 1996–1998 był wiceministrem w Centralnym Urzędzie Planowania i Ministerstwie Gospodarki.
W 1998 został prezesem zarządu przedsiębiorstwa Sava Investment Group. W 2000 został wiceprezydentem, a w następnym roku prezydentem Konfederacji Pracodawców Polskich (2010 organizacja ta zmieniła nazwę na Pracodawcy Rzeczypospolitej Polskiej); uzyskiwał reelekcję na kolejne kadencje. Na czele tej organizacji stał do 2022, kiedy to zastąpił go Rafał Baniak. Andrzej Malinowski został honorowym prezydentem Pracodawców RP i przewodniczącym rady federacji.
W 2010 prezydent Lech Kaczyński powołał go na członka Narodowej Rady Rozwoju. W 2015 z ramienia Pracodawców Rzeczypospolitej Polskiej został członkiem powołanej przez prezydenta Andrzeja Dudę – Rady Dialogu Społecznego.
W 2019 tygodnik „Do Rzeczy” opublikował artykuł Piotra Woyciechowskiego, według którego Andrzej Malinowski był tajnym współpracownikiem AWO Zarządu II SG WP. Andrzej Malinowski następnie zaprzeczył, by pracował lub jako TW współpracował ze służbami specjalnymi PRL.
Według ustaleń kanadyjskiego laboratorium Citizen Lab w 2018 jego telefon komórkowy został zhakowany przy użyciu oprogramowania szpiegującego Pegasus.
W maju 2022 Sąd Rejonowy dla Warszawy-Śródmieścia w I instancji uznał Andrzeja Malinowskiego za winnego składania fałszywych zeznań dotyczących jego współpracy z wywiadem wojskowym PRL i skazał go na karę grzywny.

## Odznaczenia i wyróżnienia
- Krzyż Komandorski z Gwiazdą Orderu Odrodzenia Polski (2015; w 2023 prezydent RP pozbawił go tego orderu)[9][10][11]
- Krzyż Komandorski Orderu Odrodzenia Polski (1999; w 2023 prezydent RP pozbawił go tego orderu)[12][9][11]
- Order Białej Gwiazdy III klasy (Estonia, 2002)[13]
- Order Uśmiechu (2016)[14]
- Tytuł honorowego obywatela gminy Biskupiec (2013)[15]